# Park Ji-yeon
Park Ji-yeon (hangul: 박지연), även känd under artistnamnet Jiyeon, född 7 juni 1993, är en sydkoreansk sångerska och skådespelare.
Hon har varit medlem i den sydkoreanska tjejgruppen T-ara sedan gruppen debuterade 2009. Jiyeon gjorde solodebut 2014 med albumet Never Ever.

## Diskografi

### Album
| Albuminformation                            | Topplacering          |
| Albuminformation                            | Sydkorea (Gaon Chart) |
| ------------------------------------------- | --------------------- |
| Never Ever (EP-skiva) - Släppt: 20 maj 2014 | 3                     |

### Singlar
| År   | Titel                                  | Topplacering          |
| År   | Titel                                  | Sydkorea (Gaon Chart) |
| ---- | -------------------------------------- | --------------------- |
| 2013 | "My Sea"                               | —                     |
| 2014 | "1 Minute 1 Second (Never Ever)"       | 17                    |
| 2016 | "Summer Love" (med Junhyung & Yoon Yo) | —                     |

### Soundtrack
| År   | Titel                                         | Topplacering          | Drama/Film      |
| År   | Titel                                         | Sydkorea (Gaon Chart) | Drama/Film      |
| ---- | --------------------------------------------- | --------------------- | --------------- |
| 2009 | "Women's Generation" (med SeeYa & Davichi)    | —                     | Cinderella Man  |
| 2009 | "Forever Love" (med SeeYa & Davichi)          | —                     | Cinderella Man  |
| 2010 | "Rolling"                                     | —                     | Master of Study |
| 2010 | "Little By Little"                            | —                     | Jungle Fish 2   |
| 2012 | "Superstar" (med Hyolyn & Ailee)              | —                     | Dream High 2    |
| 2012 | "Together" (med JB)                           | —                     | Dream High 2    |
| 2012 | "Day after Day"                               | —                     | Dream High 2    |
| 2014 | "Kiss and Cry" (med Cho Seung-hee & Shorry J) | —                     | Triangle        |

## Filmografi

### Film
| År   | Titel                     | Roll                           |
| ---- | ------------------------- | ------------------------------ |
| 2010 | Death Bell 2: Bloody Camp | Lee Se-hee                     |
| 2011 | Gnomeo och Julia          | Julia (röst) koreansk dubbning |
| 2011 | Gisaeng Ghost             | cameoroll                      |

### TV-drama
| År   | Titel                      | Kanal     | Roll                    |
| ---- | -------------------------- | --------- | ----------------------- |
| 2007 | Hello! Miss                | KBS2      | cameoroll               |
| 2007 | Lobbyist                   | SBS       | cameoroll               |
| 2008 | Aeja's Older Sister, Minja | SBS       | Maeng Na-yeon           |
| 2009 | Soul                       | MBC       | Yoon Doo-na             |
| 2009 | High Kick Through The Roof | MBC       | Lee Yu-ri               |
| 2010 | Master of Study            | KBS2      | Na Hyun-jung            |
| 2010 | Jungle Fish 2              | KBS2      | Seo Yul                 |
| 2011 | Miss Ripley                | MBC       | Yu (cameoroll)          |
| 2012 | The Thousand Man           | MBC       | Han Yi-seul (cameoroll) |
| 2012 | Dream High 2               | KBS2      | Ri-an/Lee Ji-kyung      |
| 2014 | Triangle                   | MBC       | Seong Yoo-jin           |
| 2015 | Sweet Temptation           | webbdrama | Ji-ho                   |
| 2016 | My Runway                  | webbdrama | Han Seo-yeon            |